# 普星能量
普星能量有限公司（前稱普星潔能有限公司）（港交所：00090）是一間在中國浙江省從事天然氣發電的公司，業務包括以天然氣為燃料的電廠建設、經營和管理。普星能量於2004年進入天然氣發電領域，是最早進入中國內地這個領域的企業之一。

## 歷史
琥珀能源於2004年成立，公司總裁是柴偉。魯偉鼎及柴偉是琥珀能源的大股東。2009年，琥珀能源於香港交易所上市，招股價為1.66港元，集資1.66億元，公開招股部份超額認講近1,250倍，凍結資金達207.5億元。公司在2009年7月10日正式上市，股價首日上升63.25%。
2009年11月，琥珀能源發出盈警，指出因其天然氣供應商浙江省天然氣開發供應天然氣不足，令其2009年下半年盈利大跌，未能達到招股文件預測的盈利水平。
2018年，普星潔能開拓了供熱業務及光伏發電，前者帶來了231.7%收益增長。
2020年9月30日，普星能量順利以現金代價人民幣3.56億元成功收購衢州普星燃機熱電有限公司的100%股權，大大提升了集團整體的裝機容量，其中天然氣發電裝機容量增加了50%至230兆瓦、光伏發電產能提升了26%至731兆瓦、供熱能力更大幅上升了125%至每小時 360噸。

## 改名及現況
前稱琥珀能源有限公司，於2019年7月11日改名為「Puxing Clean Energy Limited 普星潔能有限公司」。及後於2020年6月5日再次更名為「Puxing Energy Limited 普星能量有限公司」。
普星能量現任董事長是徐安良，大股東是萬向集團董事長魯偉鼎。

## 業務概況
現時普星能量於浙江省全資擁有五間發電廠，總裝機容量為約688兆瓦（包括731千瓦屋頂光伏發電設備）。其中，安吉電廠於2017年8月正式投產供熱，並於2018年6月完成裝機容量為361千瓦的光伏項目建設，並成功併網投產；京興電廠亦於2018年3月完成裝機容量217千瓦的光伏項目建設，並成功併網投產。此外，衢州電廠於2020年9月30日正式注入集團，其擁有約230兆瓦的裝機容量（當中包括約153千瓦的屋頂光伏發電機組），以及每小時200噸的供熱能力。

## 旗下電廠
- 德能電廠[5]
- 藍天電廠[5]
- 安吉電廠[5]
- 京興電廠[5]
- 衢州電廠[6]

## 外部連結
- 普星能量有限公司網站（页面存档备份，存于）